# Klášter Křesobor
Křesoborský klášter (česky také Křešov, polsky Klasztor w Krzeszowie, německy Abtei Grüssau), je benediktinský klášter v dolnoslezském Krzeszowě v Polsku, asi 16 km severovýchodně od Žacléře. Od roku 1947 je sídlem komunity benediktinek.

## Dějiny

### Založení kláštera

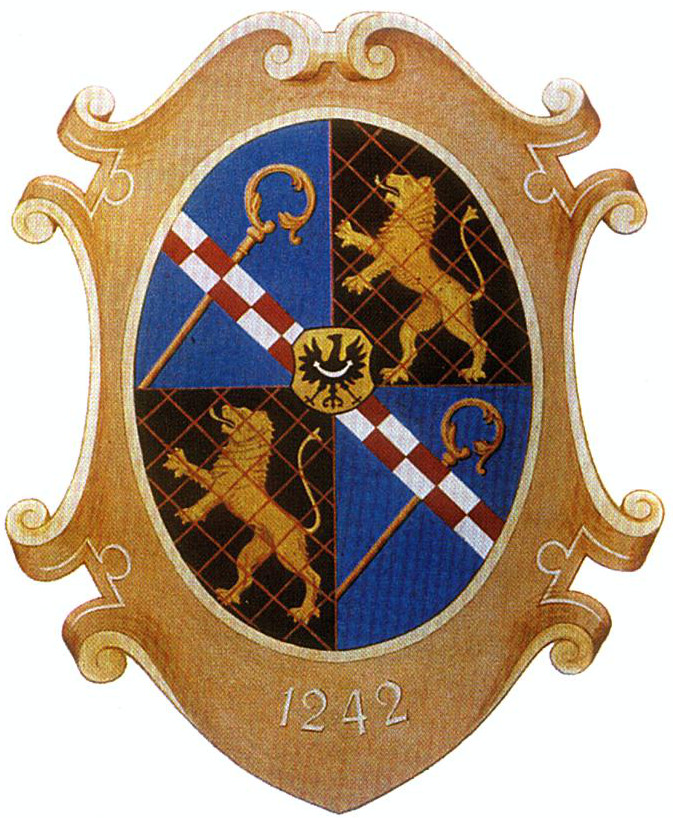
Znak opatství

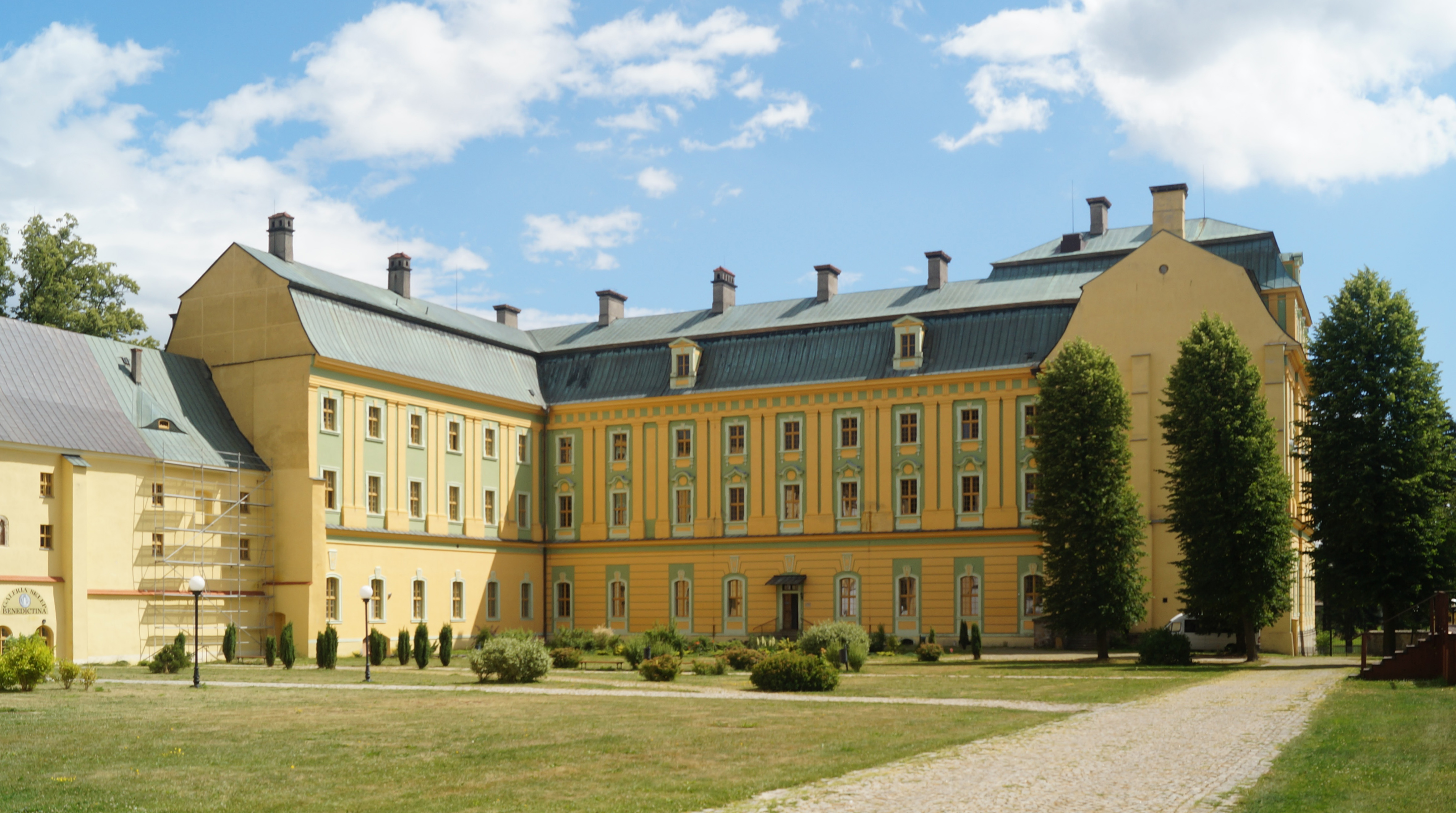
Budovy konventu a knihovny v Křesoboru

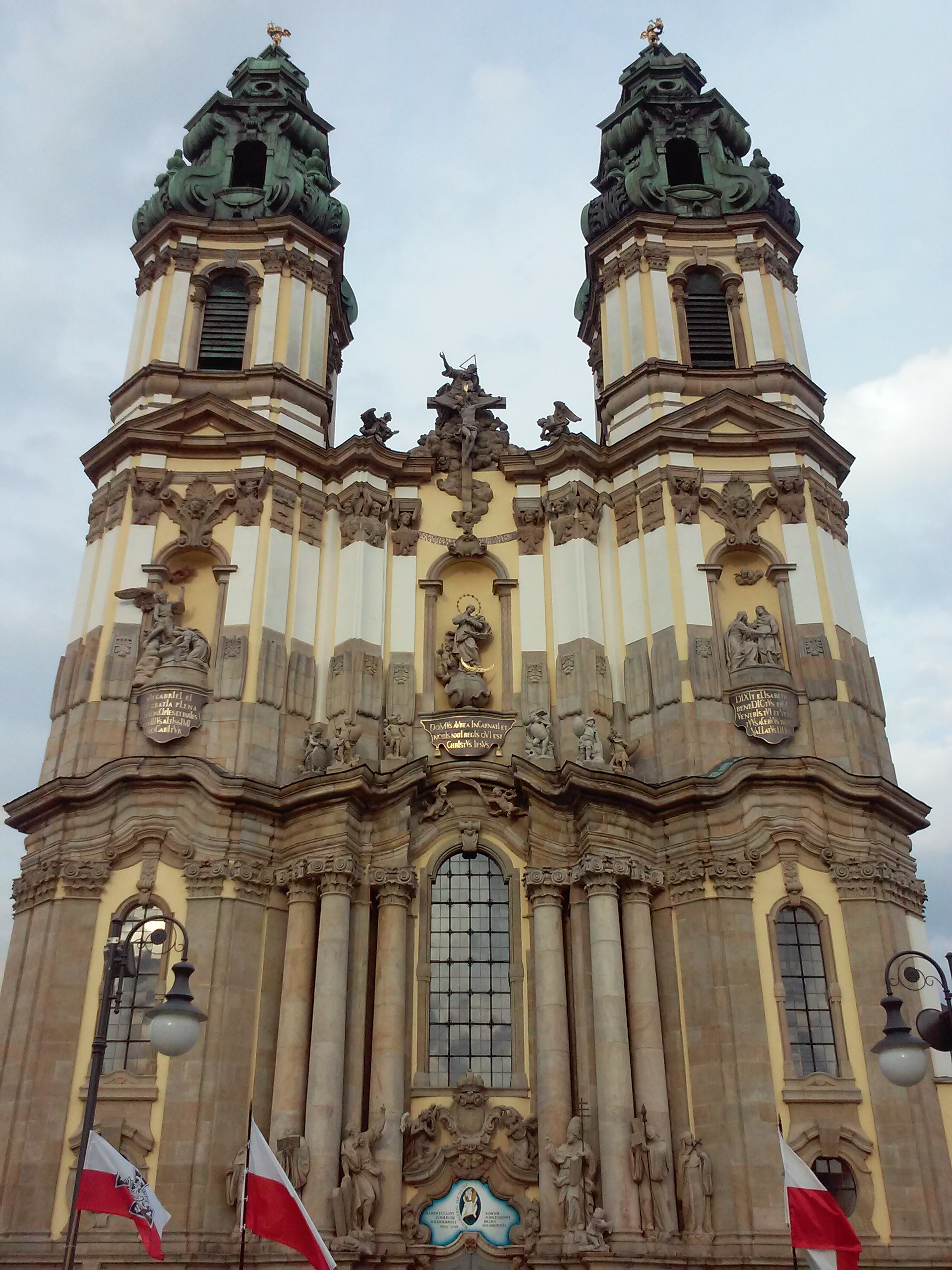
Průčelí baziliky Nanebevzetí P.Marie

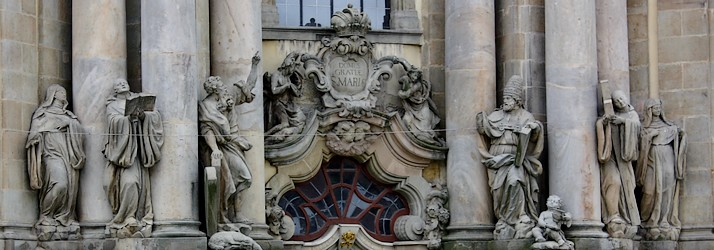
Sochy sv. Scholastiky, Benedikta, Mojžíše, Řehoře Velikého, Bernarda z Clairvaux a Luitgardy v průčelí kostela, Brokoffova dílna, 1728-1731

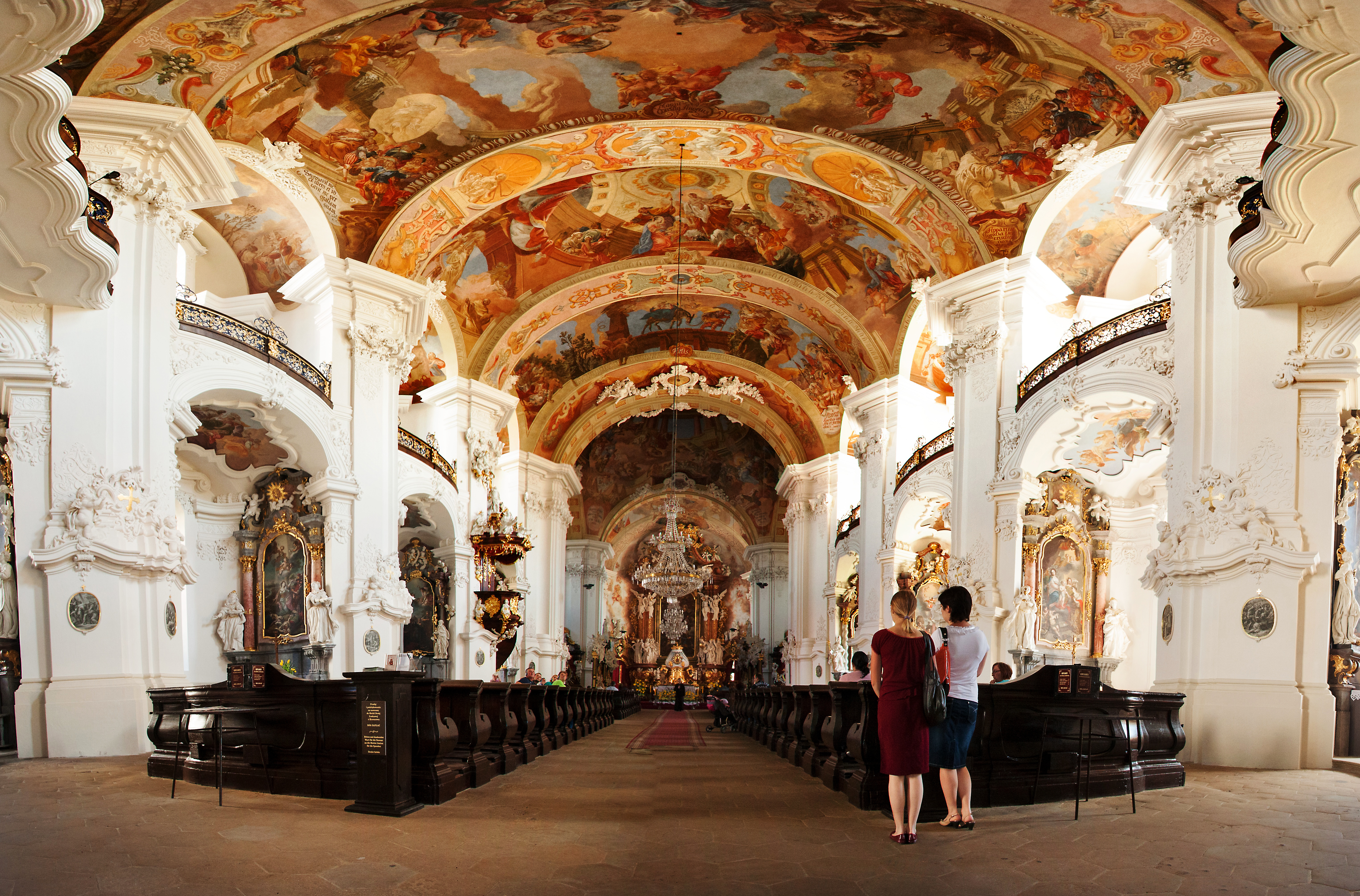
Interiér baziliky Nanebevzetí Panny Marie

Mužský klášter benediktinů založila 8. května 1242 Anna Česká, vdova po slezském a polském knížeti Jindřichovi II. Pobožném, jenž padl v bitvě u Lehnice. Klášter byl osídlen benediktinskými mnichy z Opatovického kláštera. Roku 1289 benediktini klášter opustili, ale už v roce 1292 ho osídlili cisterciáci. Roku 1392 se Vévodství slezské Svídnice a s ním i klášter, stalo součástí Zemí Koruny české.
Za husitských válek v letech 1426-1427 byl klášter zničen a 70 mnichů bylo zavražděno. V polovině 15. století byl kostel obnoven, klášter však znovu utrpěl za Třicetileté války. Během poslední třetiny 17. století opat Bernard Rosa (1660-1696) pozvedl klášter k novému rozkvětu, podporoval rekatolizaci země. Založil v klášteře kostel sv. Josefa, založil laické bratrstvo sv. Josefa, šířil kult Svaté rodiny. Přijímal do řádu absolventy broumovského benediktinského gymnázia, roku 1689 založil vlastní klášterní gymnázium, také pro stipendisty z nemajetných rodin. Roku 1663 opat zavedl mariánská procesí z Křesoboru do Varty a dále přes Broumov do Kladska, jehož se například v roce 1671 účastnil německý lékař a mystický básník Johann Schäfler, zvaný Angelus Silesius, jehož opat podporoval. .
Styky kláštera s českým prostředím nepřestaly  ani po připojení Slezska k Prusku.  Uměnímilovný opat Benedikt II. Seidl (vládl v letech 1734-1763) býval hostem divadelních a hudebních představení, pořádaných opatem Benno Löblem v Broumovském klášteře.
Po připojení Slezska k Prusku v roce 1742 se z klášterního kostela stal rovněž farní kostel a přestavba kláštera mohla začít až 1768, jenže už roku 1810 byl klášter v sekularizaci zrušen.

### 20. století
Po první světové válce byli němečtí mniši z pražského Emauzského kláštera v tehdejším Československu nuceni opustit město, přesídlili roku 1919 do prázdných klášterních budov v Křesoboru, tehdy patřícímu k Výmarskému Německu. Papež Pius XI. v roce 1924 klášter znovu povýšil na opatství, avšak již v roce 1940 klášter zrušila nacistická vláda a budovy zkonfiskovala pro účely sběrného tábora. Během bombardování Berlína v roce 1942 sem byla také přemístěna značná část sbírek Berlínské státní knihovny včetně vzácných hudebnin.
Postupimskou dohodou z roku 1945 dolnoslezské území připadlo pod polskou správu. Ačkoliv byl po válce klášter navrácen mnichům, byli jako etničtí Němci v květnu 1946 ze Slezska polskou vládou vyhnáni. Další osudy konventu tohoto kláštera se proto spojily s řádem svatého Benedikta a s klášterem Bad Wimpfen v Bádensku-Württembersku, kam německá komunita z Křesoboru přesídlila roku 1947. Bývalé opatství přešlo do rukou Poláků, kteří Křesobor téhož roku znovu osídlili polskými benediktinskými řeholnicemi, vysídlenými ze Lvova, benediktinky zde působí dodnes.

### Zajímavost
V roce 1946 byl na zpáteční cestu z kláštera do Berlína vypraven konvoj, naložený tisíci rukopisy i svitky hudebnin. Byly mezi nimi autografické partitury W. A. Mozarta (téměř čtvrtina jeho známé hudební tvorby), L. van Beethovena, Johanna Sebastiana Bacha a dalších skladatelů. Konvoj se z neobjasněných příčin ztratil. Některé svazky se v roce 1965 objevily ve Východním Německu, zbytek sbírky zvané Berlinka je v knihovně Jagellonské university v Krakově. Její status "krádeže umění" je dodnes předmětem sporů.

## Památky
Klášter Křesobor patří mezi nejcennější umělecké památky vrcholného baroka ve Slezsku. Na jeho stavbě i výzdobě se podíleli umělci českého a slezského baroka, například Kilián Ignác Dientzenhofer, sochaři Ferdinand Maxmilián Brokoff a jeho žák Antonín Dorazil, malíři Petr Brandl, Joseph Anton Lachel, Michael Leopold Willmann a jeho nevlastní syn Jan Kryštof Liška.

### Klášterní kostel Nanebevzetí Panny Marie

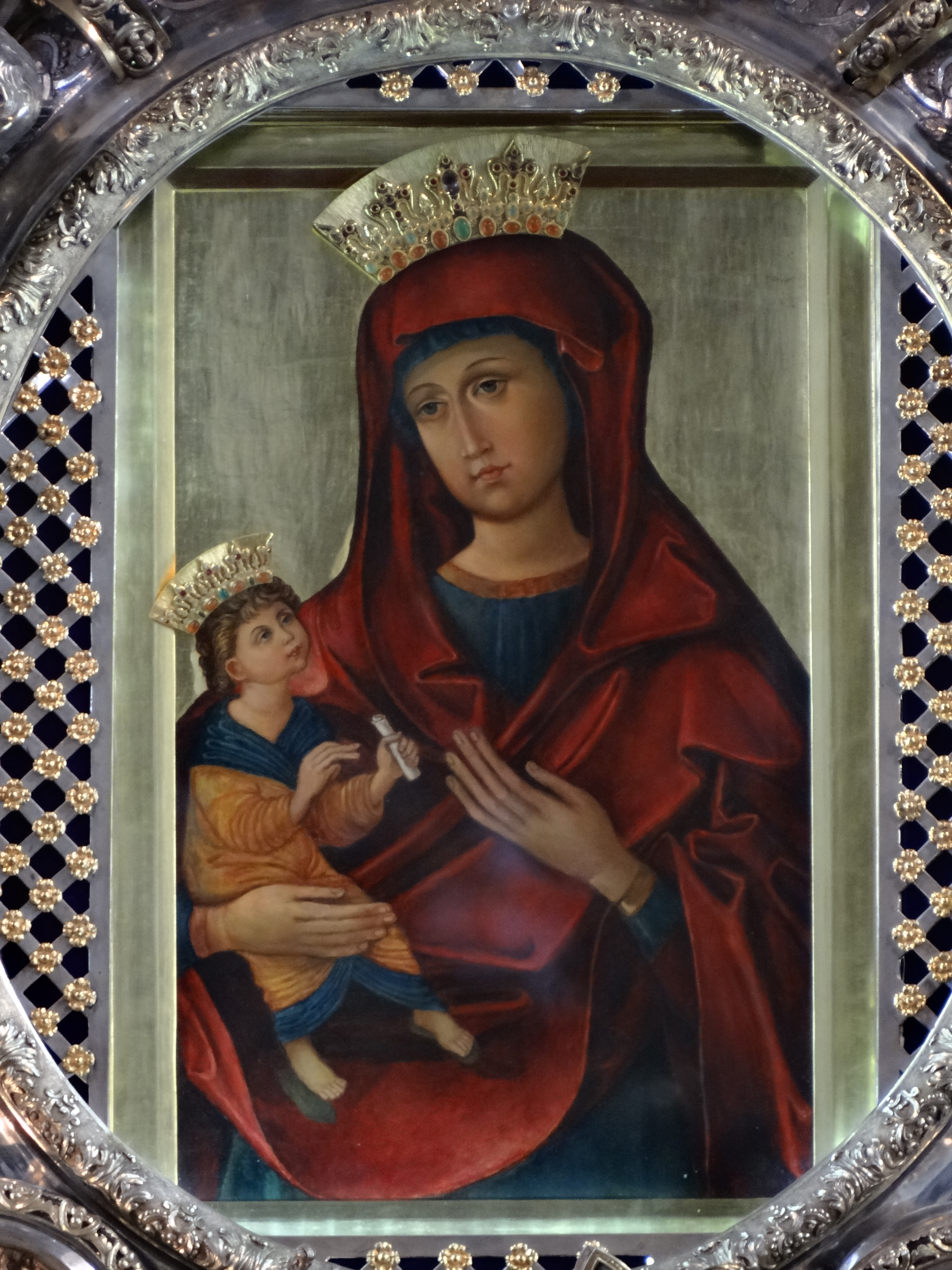
Křešovská madona na hlavním oltáři, Čechy, kolem poloviny 14. století

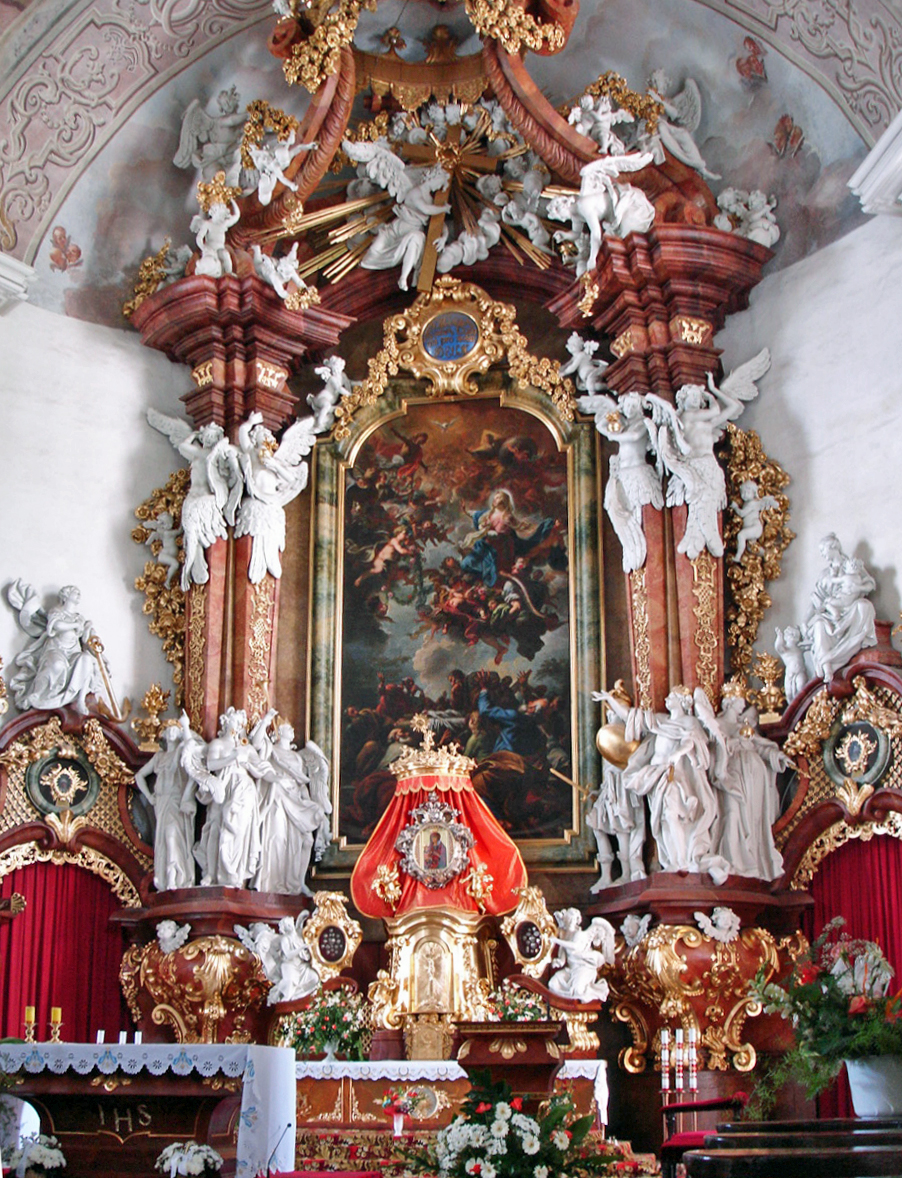
Hlavní oltář s obrazem Petra Brandla, sochami z Brokoffovy dílny a Křešovskou madonou pod červeným baldachýnem

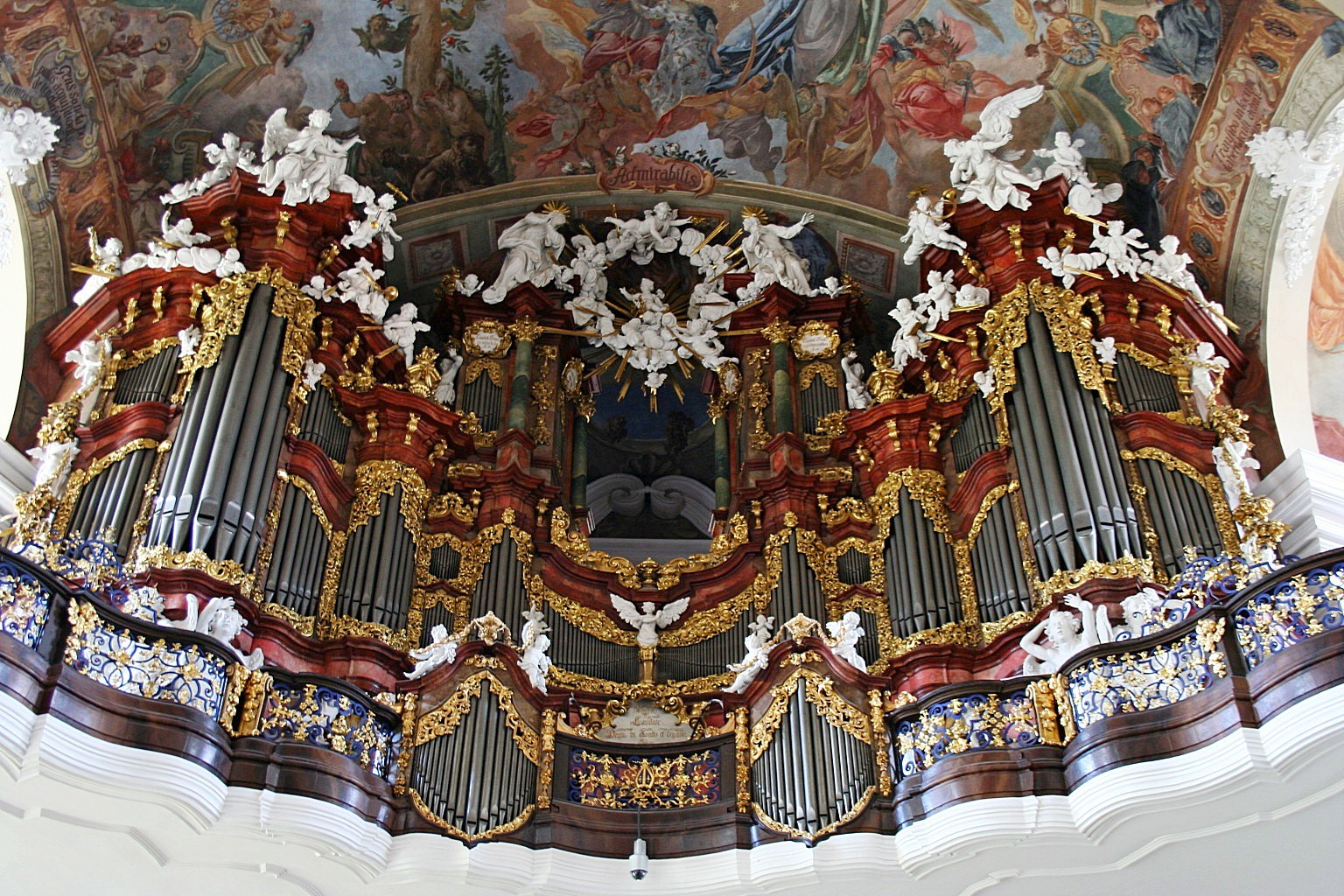
Varhany na empoře kostela Nanebevzetí P. Marie

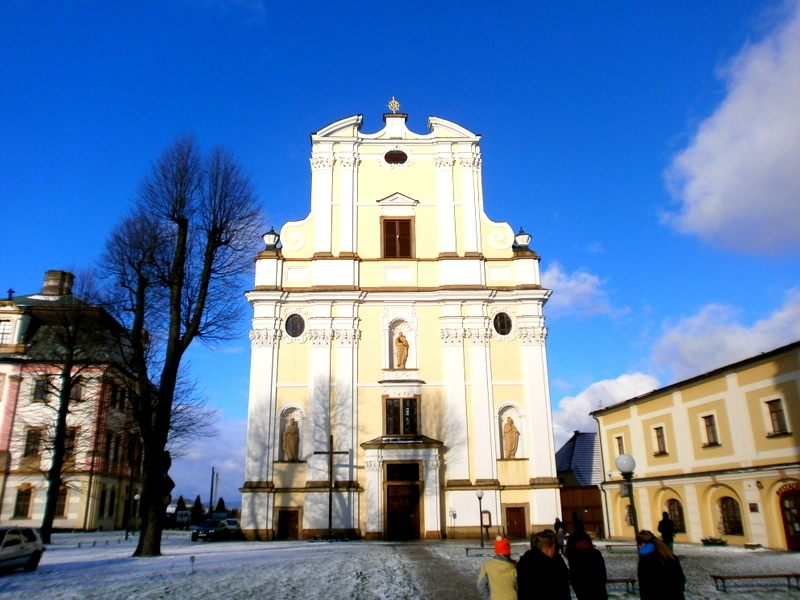
Průčelí kostela sv. Josefa

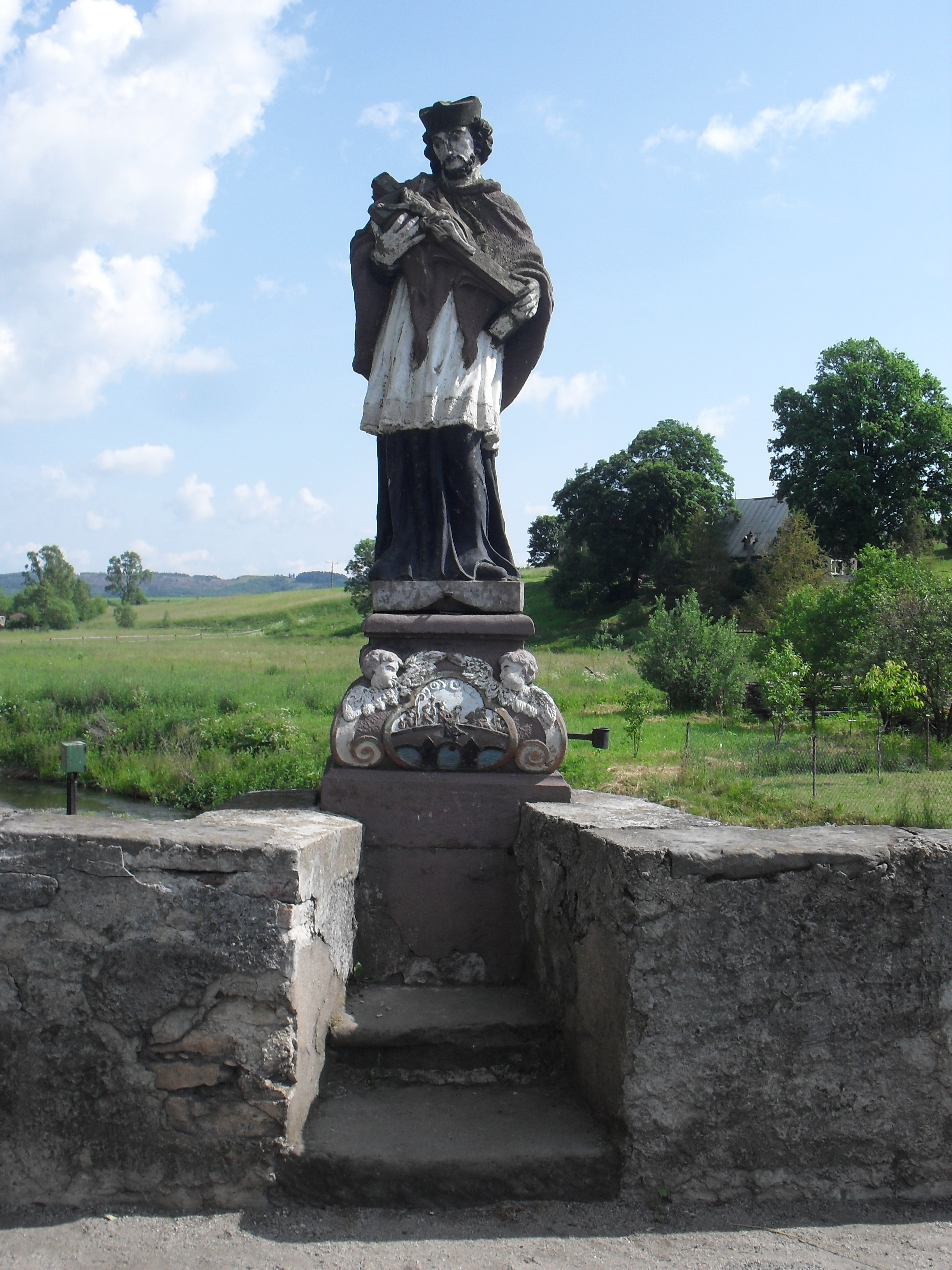
Socha sv. Jana Nepomuckého na mostě nad říčkou Zadrnou

Vrcholně barokní dvouvěžová bazilika z let 1732-1736, zřejmě ovlivněná stavbami Kryštofa a Kiliana Ignáce Dientzenhoferů. 
Exteriér
V průčelí je osazeno šest pískovcových soch v nadživotní velikosti: zleva sv. Scholastika a sv. Benedikt, Mojžíš s deskami Starého zákona, (kartuše s nápisem), sv. Řehoř Veliký, vpravo sv. Bernard z Clairvaux a sv. Luitgarda. Z nich pouze sochy Mojžíše a Řehoře tesal Brokoff, čtyři sochy řádových patronů v hábitech jsou od jeho žáka Antonína Dorazila
Interiér
Trojlodní bazilika na půdorysu průniku tří elips má 12 oltářů v 6 mělkých kaplích, nad nimi vedou empory; klenby jsou stlačené, dělené pasy, 2 chórové kaple sv. Bernarda a sv. Benedikta byly vyhrazeny pro řeholníky.
- Hlavní oltář: pod královskou korunou s červeným baldachýnem je vystaven gotický deskový obraz poutní madony Křešovské; původem česká ikona ze 14. století byla přenesena mnichy z Opatovického kláštera do Slezské Středy při jejich útěku před husity v roce 1421[4]; dřevěné bíle štafírované sochy pocházejí z Brokoffovy dílny. Petr Brandl namaloval obraz Nanebevzetí Panny Marie na hlavním oltáři i obraz Almužníka sv. Jana Nepomuckého na bočním oltáři při jižní stěně.

Bohatou sochařskou a řezbářskou výzdobu, včetně kazatelny, chórových lavic a varhanní skříně podle návrhů F. M. Brokoffa vytvořil jeho žák Anton Dorazil a J. A. Lachel,  Další oltářní obrazy: sv. Jana křtitele a sv. Jana Evangelisty, sv. Františka Xaverského, sv. Voršily, sv. Čtrnácti svatých pomocníků, šest obrazů: sv. Mikuláše, Mystické zasnoubení sv. Kateřiny, Loučení sv. Petra se sv. Pavlem, sv. Josefa pěstouna Páně, sv. Marie Magdalény a Zázrak ve Špýru v chórové kapli sv. Bernarda namaloval Felix Antonín Scheffler z Prahy v letech 1741-1746. Na oltáři Dítěte Ježíše stojí kopie Pražského Jezulátka přivezená z Kladska.
- Varhany z let 1732-1736 postavil Michaela Engler z Vratislavi po nákladné opravě patří k nejlepším ve Slezsku; sochařská výzdoba skříně je z Brokoffovy dílny.
- Kaple sv. Marie Magdalény - obraz světice namaloval Felix Antonín Scheffler
- Loretánská kaple z roku 1728 má na oltáři černou madonu z roku 1676, kterou vyřezal Georg Schrötter
- Knížecí kaple - barokní z let 1738-1745, kupoli vysokou 9,4 metru vymaloval Jiří Vilém Neunhertz, štukatury vytvořil Ignatius Provisore; oltářní obrazy sv. Václava, sv. Hedviky Slezské a Všech svatých namaloval Felix Antonín Scheffler, mauzoleum zakladatelů - slezských Piastovců svídnicko-javorských: dva gotické sarkofágy s  ležícími postavami knížat ve zbroji a s novodobou polychromií: Bolek I. Surový († 1301) a Bolek II. Malý († 1368).

### Kostel svatého Josefa
Jednolodní vrcholně barokní stavba z let 1692-1695 nemá věže, západním průčelí je členěno pilastry a plastickou dekorací. Založil jej opat Rosa severozápadně od opatského kostela a uvedl do něj zbožné laické bratrstvo sv. Josefa. Cyklus fresek ze života sv. Josefa vytvořili Michael Leopold Willmann, Jan Kryštof Liška a dokončil Jiří Vilém Neunhertz.

### Klášter
- V přízemí hlavní budovy konventu se zachovala pozdně gotická kapitulní síň a barokní dvoupatrová knihovna.
- Dům pro hosty je třípodlažní barokní palác.
- Řádový hřbitov, před vchodem kamenná barokní skupina Kalvárie s P. Marií, sv. Janem a truchlící Marií Magdalénou

### Okolí
- Křížová cesta, má 38 sousoší zastavení ve zčásti uzavřených kaplích, vede krajinou.
- Sousoší Narození Páně v Betlémě - asi 2 km západně od kláštera
- Socha sv. Jana Nepomuckého - na můstku přes říčku Zadrnou